# Paratrypauchen microcephalus
A Paratrypauchen microcephalus a csontos halak (Osteichthyes) főosztályának a sugarasúszójú halak (Actinopterygii) osztályába, ezen belül a sügéralakúak (Perciformes) rendjébe, a gébfélék (Gobiidae) családjába és az Amblyopinae alcsaládjába tartozó faj.
Nemének egyetlen faja.

## Rendszertani eltérés
Murdy (2008: Ref. 078624), a korábban önálló fajként számon tartott Trypauchen raha nevű taxont a Paratrypauchen microcephalus (Bleeker, 1860) szinonimájának tekintette. Későbbi kutatások bebizonyították, hogy igaza volt, és a két taxont összevonták.

## Előfordulása
A Paratrypauchen microcephalus az Indiai-óceánban és a Csendes-óceán nyugati részén fordul elő. A Dél-afrikai Köztársaságtól és Kenyától kezdve, Ázsia déli partmenti részén keresztül, egészen Japánig megtalálható. A Fülöp-szigetek és Indonézia vizeiben is előfordul.

## Megjelenése
Ez a hal legfeljebb 18 centiméter hosszú. Hátúszóján 6 tüske és 48-51 sugár, míg farok alatti úszóján 45-47 sugár van, azonban itt nincs tüskéje.

## Életmódja
Trópusi halfaj, amely egyaránt megél a sós- és brakkvízben is. Fenéklakó gébféle, amely a folyótorkolatok és tengerpartok iszapos fenekébe ássa el magát.